# 仏教混淆サンスクリット
仏教混淆サンスクリット（ぶっきょうこんこうサンスクリット、英: Buddhist Hybrid Sanskrit、BHS）とは、仏典の主に韻文の部分に見られる特殊なサンスクリットで、プラークリットの語彙がサンスクリットの語形変化を行ったり、逆にサンスクリットの語彙がプラークリットの語形変化を行うなどの特徴を持つ。仏教混淆梵語、仏教徒混淆梵語とも呼ばれる。
アメリカ合衆国の言語学者フランクリン・エジャートンが1953年に『仏教混淆サンスクリット文法および辞典』を出版してからこの名で知られるようになった。エジャートンは仏教混淆サンスクリットについて、プラークリット的な要素を持つサンスクリットではなく、サンスクリットの強い影響を受けたプラークリットの一種であると主張した。

## 特徴
仏教文献は通常のサンスクリットとほとんど同じ言語で書かれていることもある。説一切有部のアヴァダーナは比較的正確なサンスクリットで、根本説一切有部は古典サンスクリットに近く、またアシュヴァゴーシャやナーガールジュナは古典サンスクリットで書いた。上記のものたちは、仏教固有の語彙を使っているものの、仏教混淆サンスクリットとは呼ばれない。また、タントラ文献のサンスクリットは（他とは）非常に異なった特徴を有し、これも仏教混淆サンスクリットのうちには含められない。
初期仏教では俗語（中期インド・アーリア語、プラークリット）の一種が使われたらしいが、時代とともに教団が発展すると近隣の諸方言およびサンスクリットと混淆していき、地域性を脱した仏教混淆サンスクリットが形成されていったと考えられる。
仏教混淆サンスクリットは、以下のような特徴を持つ。
- 音声的には、子音結合の単純化（音挿入などによる）、母音の長短の変化、母音階梯が異なる、母音の弱化・脱落など。またサンディの規則が守られないことがある
- 形態上では、双数がほとんど使われなくなり、主語と動詞の数が一致しないことがある。性の区別が通常のサンスクリットと異なる、格の用法が異なるなど。動詞では語根から標準のサンスクリットと異なる語幹が導かれることが多く、その多くは中期インド・アーリア語に類似した形が見られる[3]。

## 類型
エジャートンによれば、仏教混淆サンスクリットは以下の3種類に分類される。
1. 韻文・散文ともに文法と語彙の両方にわたって異例が見られるもの。説出世部の律から編纂された仏伝『マハーヴァストゥ』に代表される。『マハーヴァストゥ』の成立は紀元前2世紀までさかのぼるといい、その言語は異例が非常に多いために読解が難しい。このため「BHS」をもじって「Bloody Hard Sanskrit」の異称があるという[5]。
2. 散文では特殊な語彙は見られるが文法の異例はなく、韻文（偈）で文法の異例が見られるもの。西暦紀元前後の大乗仏典である『方広大荘厳経』『法華経』『金光明経』『無量寿経』『入法界品』など、多数がこの類型に属する。ただし『法華経』の場合、ネパール系の写本にプラークリット的な言語現象が見えるが、中央アジア本は著しくサンスクリット化が進んでいる[6]。
3. 語彙のみが特殊なもの。散文のみのものが多い。『八千頌般若経』『金剛般若経』『楞伽経』など。

散文より韻文に多くの異例がある理由ははっきりとはわからない。もとはプラークリットで書かれていて、後にサンスクリットに直したが、韻文のサンスクリット化は困難だった、あるいは、韻文が散文よりも先に成立したという考え方がある。

## 批判
エジャートンが仏教混淆サンスクリットをプラークリットの一種としたことには批判がある。スクマール・センは「仏教混淆サンスクリット」は混合言語ではなく、厳密な文法に従っていないものの全体として古代インド・アーリア語であり、話されるサンスクリットの一形態と考え、名称は単に「仏教サンスクリット」(Buddhistic Sanskrit)と呼ぶべきとした。

## その他
1-4世紀のインド・スキタイ王国とクシャーナ朝の統治下にあった主にマトゥラーを中心とする地域の碑文の中に、つづりはサンスクリット的だが、形態変化や統語的にはプラークリットという言語で書かれたものがある。仏教混淆サンスクリットにならってこれを「碑文混淆サンスクリット」と呼ぶことがある。
2-3世紀のガンダーラ語仏教写本はサンスクリット化が非常に強く進行しており、リチャード・サロモンはこれを「ガンダーラ語混淆サンスクリット」と呼んだ。
仏教文献の英訳ではしばしば通常の英語として意味の通じない「仏教混淆英語」が現れることが指摘されている。

## 関連文献
- F.エジャートン 著、久留宮円秀 訳『仏典のことば－仏教混淆梵語十講』平楽寺書店、1992年。ISBN 4831310026。